# رايلي بريت
رايلي بريت (بالإنجليزية: Riley Brett)‏ هو مهندس أمريكي، ولد في 11 يونيو 1895، وتوفي في 5 فبراير 1982.

## وصلات خارجية
- رايلي بريت على موقع DriverDB.com (الإنجليزية)